# Wendy Siorpaes
Wendy Siorpaes (San Candido, 13 gennaio 1985) è un'ex sciatrice alpina italiana.

## Biografia
Originaria di Cortina d'Ampezzo e appartenente al Gruppo Sportivo Fiamme Oro, era specialista delle prove veloci (discesa libera e supergigante). Iniziò a partecipare a gare FIS nel dicembre del 2000 ed entrò nella nazionale italiana nel 2002. Esordì in Coppa Europa il 29 gennaio 2003 a Megève (38ª in discesa libera) e in Coppa del Mondo il 14 gennaio 2004 sull'Olimpia delle Tofane, proprio nel suo paese d'origine, senza concludere il supergigante in programma.
Partecipò ai XX Giochi olimpici invernali di Torino 2006, concludendo al 27º posto la gara di combinata, mentre la sua migliore stagione fu quella 2008-2009: il 13 dicembre a Sankt Moritz ottenne, in supergigante, la sua unica vittoria (nonché unico podio) in Coppa Europa, il 24 gennaio colse il suo miglior piazzamento in Coppa del Mondo (6ª nella discesa libera di Cortina d'Ampezzo) e in febbraio ai Mondiali di Val-d'Isère giunse 8ª nella discesa libera e 21ª nel supergigante. Si ritirò durante la stagione 2009-2010; la sua ultima gara in Coppa del Mondo fu il supergigante di Sankt Moritz del 31 gennaio (47ª) e la sua ultima gara in carriera fu il supergigante di Coppa Europa disputato il 19 febbraio a Formigal, non completato dalla Siorpaes.

## Palmarès

### Coppa del Mondo
- Miglior piazzamento in classifica generale: 62ª nel 2009

### Coppa Europa
- Miglior piazzamento in classifica generale: 61ª nel 2004 e nel 2005
- 1 podio:
  - 1 vittoria

#### Coppa Europa - vittorie
| Data             | Località     | Paese    | Specialità |
| ---------------- | ------------ | -------- | ---------- |
| 13 dicembre 2008 | Sankt Moritz | Svizzera | SG         |

Legenda:

SG = supergigante

### South American Cup
- Miglior piazzamento in classifica generale: 23ª nel 2006
- 1 podio:
  - 1 vittoria

#### South American Cup - vittorie
| Data             | Località  | Paese     | Specialità |
| ---------------- | --------- | --------- | ---------- |
| 8 settembre 2005 | Las Leñas | Argentina | SG         |

Legenda:

SG = supergigante

### Campionati italiani
- 4 medaglie[1]:
  - 4 argenti (discesa libera, supergigante, combinata nel 2004; discesa libera nel 2007)